# Pintura metafísica

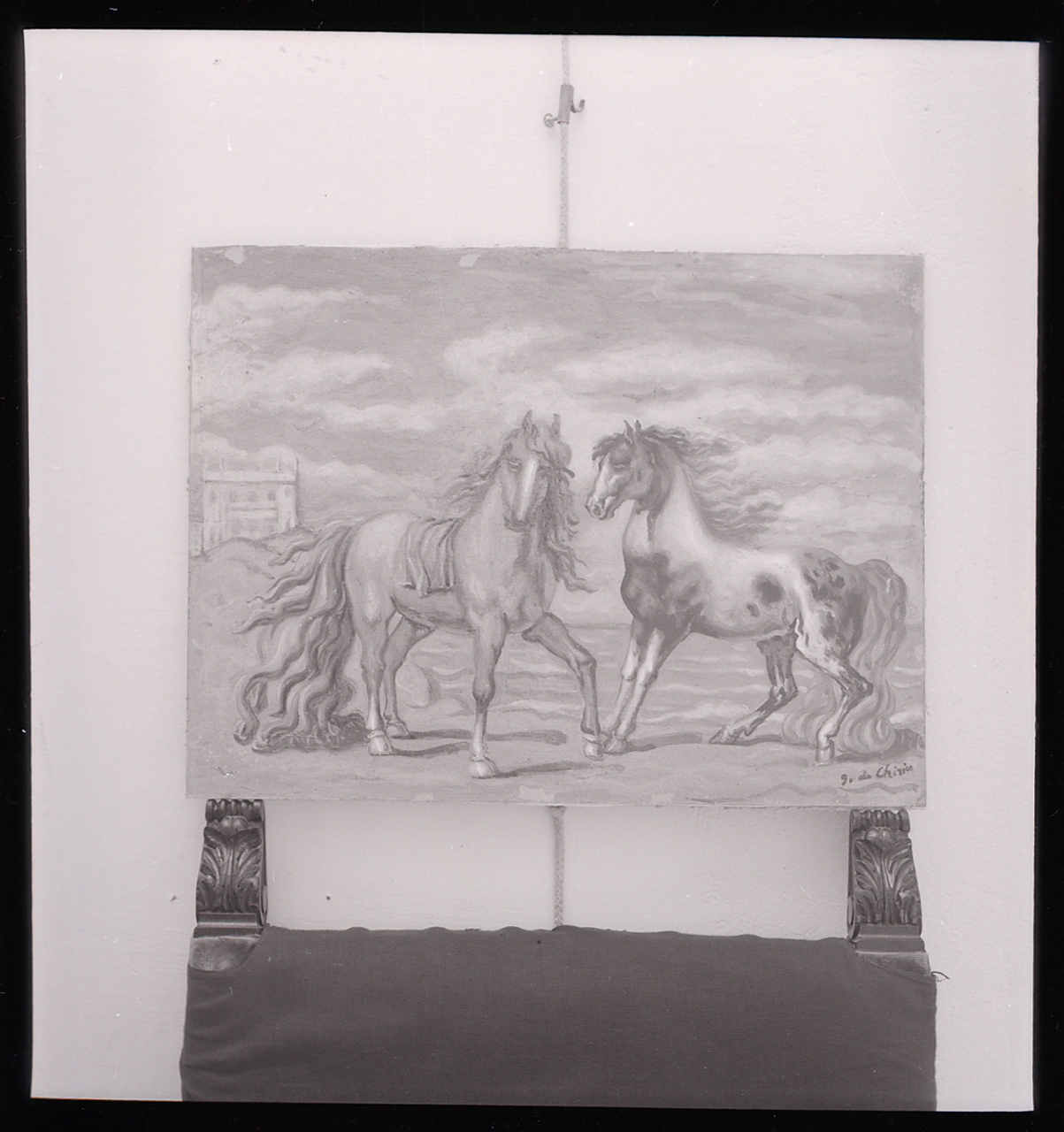
Giorgio de Chirico, Cavalli (foto por Paolo Monti. Fondo Paolo Monti, BEIC).

La pintura metafísica (en italiano: Pittura metafisica) es el nombre de un movimiento artístico italiano, creado por Giorgio de Chirico y Carlo Carrà. Sus pinturas como sueños de plazas típicas de ciudades italianas idealizadas, como también las aparentemente casuales yuxtaposiciones de objetos, representaron un mundo visionario que se entrelazaba casi inmediatamente con la mente inconsciente, más allá de la realidad física, de ahí el nombre. El movimiento metafísico proveyó de significante ímpetu para el desarrollo del Dadaísmo y el Surrealismo.
Carrà había sido uno de los pintores líderes del futurismo. Giorgio de Chirico había estado trabajando en París, admirado por Apollinaire y los artistas de vanguardia como un pintor de misteriosas escenas urbanas y bodegones. Los dos pintores ya se conocían y formaron una alianza inmediata, animada por la poesía de Alberto Savinio, el hermano menor de De Chirico. Además de Carrà y De Chirico, otros pintores vinculados al arte metafísico son Savinio, Giorgio Morandi y Filippo de Pisis.
La pintura metafísica surgió del deseo de explorar la vida interior imaginada de objetos cotidianos cuando se los representa fuera de los contextos habituales que sirven para explicarlos: su solidez, su separación en el espacio que se les da, el diálogo secreto que podía tener lugar entre ellos. Esta atención a la simplicidad de las cosas ordinarias «que apunta a un estado del ser más alto, más oculto» se unía a la consciencia de tales valores en las grandes figuras de la primera pintura italiana, en particular, Giotto y Paolo Uccello, sobre quienes Carrà había escrito en 1915.
En este estilo de pintura, una realidad ilógica parece creíble. Usando una especie de lógica alternativa, Carrà y de Chirico yuxtaponían varios temas ordinarios, incluyendo normalmente edificios, estatuas clásicas, trenes y maniquíes. 
Su arte, normalmente visto como una representación naturalista de las figuras, los objetos y las acciones en un espacio escénico controlado, puede también parecer misteriosamente quieto y aun así apartado del mundo ordinario; en medio de la guerra ofrecía un lenguaje poético fuerte y un correctivo a las tendencias perjudiciales y fragmentadoras dentro de la modernidad. Este deseo de vincularse de nuevo al gran pasado italiano era más fuerte en Carrà, cuyos cuadros de esta época son también más económicos y centrados que los de Chirico; este último siguió explorando la naturaleza enigmática del mundo cotidiano en un estilo de mayor amplitud.

«Misterio» es la palabra más familiar para de Chirico. Escribió: «Hay más misterio en la sombra de un hombre caminando en un día soleado, que en todas las religiones del mundo». 
Otros pintores resultaron afectados por su ejemplo e ideas, entre ellos destacadamente Giorgio Morandi. Carrà y de Chirico estuvieron juntos sólo unos pocos meses en la primavera y el verano de 1917; para el año 1919 ambos artistas se habían vuelto hacia un arte que reflejaba su estudio de los antiguos maestros. el movimiento, como tal, puede considerarse disuelto hacia 1920 pero sus reverberaciones se sintieron durante largo tiempo, contribuyendo tanto a los aspectos más poéticos del surrealismo, considerando los surrealistas a De Chirico como su gran modelo, como al renacer del clasicismo en la pintura de Mario Sironi y otros durante los años 1920.
A partir de años 1990, Giuseppe Prinzi produjo obras de cerámica que también discutieron la pintura metafísica.